# Gabriel Bau i Fortanete
Gabriel Bau i Fortanete   (Barcelona, 15 d'agost de 1892 - Barcelona, 7 d'octubre de 1944) fou un futbolista català de principis del segle xx.

## Biografia
La primera documentació escrita que tenim de la carrera esportiva de Gabriel Bau és dels seus inicis en el FC Central l'any 1909. El Central es va dissoldre i el seu camp fou adquirit pel FC Numància que va ingressar alguns dels seus jugadors. En aquest club barceloní va jugar Bau fins que en el mateix any va debutar amb l'Espanyol, en el qual va jugar durant 3 mesos, fins que el FC Espanya —club també barceloní el camp del qual estava situat al costat de l'Hospital Clínic— es va interessar per ell. Amb el F.C.Espanya, equip al que anomenaven "els petits diables", fou dos anys consecutius campió de Catalunya i dues vegades finalista en el campionat d'Espanya. La Federació Catalana el va cridar per a formar part de la primera Selecció Catalana.
El 1914 el FC Barcelona es va interessar pel davanter i golejador de l'Espanya i amb els blaugrana va guanyar el campionat de Catalunya i fou màxim golejador de l'equip per sobre de Paulí Alcántara. El 1916 ingressa a les files del CF Badalona on jugarà una temporada com a capità, li deien "el gran capità", per a tornar novament al Barcelona a l'any següent per a jugar la temporada 1917-1918. La temporada 1918-1919 la jugarà de nou amb el Badalona on va fer de comodí com interior esquerre, de mitjà i de defensa fins al 1924.
El 1921 va ser nomenat capità de la selecció catalana i va fer una gira per diversos països europeus..
El 24 de febrer del 1924 es va celebrar un partit a benefici seu entre el Badalona i una Selecció Catalana en la qual figuraven alguns jugadors del Barcelona. Aquest mateix any fitxa per l'Avenç de l'Sport on acaba la seva carrera com a jugador. L'Avenç i l'Andreuenc es fusionen i neix la Unió Esportiva Sant Andreu, on Bau va fer d'entrenador.
Va morir a Barcelona i fou enterrat al Cementiri de les Corts, prop de l'estadi del seu club.